# Rudnea, Letîciv
Rudnea (în ucraineană Рудня) este localitatea de reședință a comunei Rudnea din raionul Letîciv, regiunea Hmelnîțkîi, Ucraina.

## Demografie
Componența lingvistică a localității Rudnea
     Ucraineană (99,42%)
     Alte limbi (0,58%)
Conform recensământului din 2001, majoritatea populației localității Rudnea era vorbitoare de ucraineană (99,42%), existând în minoritate și vorbitori de alte limbi.